# Gino Rimoldi
Gino Rimoldi (fl. XX secolo) è stato un calciatore italiano, di ruolo attaccante.

## Carriera
Nella stagione 1926-1927 ha giocato 9 partite con lo Spezia in Prima Divisione, la seconda serie dell'epoca; l'anno seguente ha invece disputato 15 partite, segnando anche il suo primo gol in carriera, mentre nella stagione 1928-1929 ha giocato 11 partite senza mai segnare. A partire dal 1929 lo Spezia è stato ammesso al nascente campionato di Serie B, nel quale Rimoldi ha segnato 4 reti in 6 partite giocate; l'anno seguente ha invece segnato una rete in 7 presenze, mentre nella stagione 1931-1932 ha giocato altre 5 partite nella serie cadetta. Rimane in rosa anche nella stagione 1932-1933, nella quale non gioca nessuna partita ufficiale ed al termine della quale viene messo in lista di trasferimento dallo Spezia
In carriera ha giocato complessivamente 53 partite in campionati della seconda serie italiana, con 6 gol segnati.